# Новомихайловський (Зіанчуринський район)
Новомиха́йловський (рос. Новомихайловский, башк. Яңы Михайловка) — присілок у складі Зіанчуринського району Башкортостану, Росія. Входить до складу Баїшевської сільської ради.
Населення — 11 осіб (2010; 24 в 2002).
Національний склад:
- росіяни — 79%